# Bafia (Muyuka)
Pour les articles homonymes, voir Bafia (homonymie).
Bafia est une localité du Cameroun, située dans l'arrondissement de Muyuka, le département du Fako et la région du Sud-Ouest.

## Population
En 1967, Bafia comptait 1 740 habitants, principalement des Bakweri. Lors du recensement de 2005, on a dénombré 6 985 personnes.